# آورام پاپادوپولوس
آورام پاپادوپولوس (به یونانی: Αβραάμ Παπαδόπουλος) (زادهٔ ۳ دسامبر ۱۹۸۴) بازیکن فوتبال اهل کشور یونان است.
وی برای تیم ملی یونان ۳۴ بازی انجام داده و ۰ گل به ثمر رسانده‌است. پست تخصصی این بازیکن نیز، دفاع است.